# Noël Cohard
Pour les articles homonymes, voir Cohard.
Isidore Noël Cohard (connu sous le nom de Noël Cohard), est né dans une famille de maraîchers le 22 décembre 1920 à Gières en Isère, ville où il est mort le 29 septembre 2018. Il fut résistant, puis déporté, durant l'occupation de la France par les nazis.

## Biographie
Noël Cohard est né le 22 décembre 1920 à Gières Isère. Il épouse le 17 juin 1950 Marcelle Mazet (morte en 2013). Ils ont deux enfants: Marie-Noëlle Cohard, ( épouse Glatre ) , (née le 15 décembre 1951) et Olivier Cohard (né le 31 mai 1953),.
Exploitant agricole dans l'entreprise familiale, il est membre du réseau RIF (Résistance Intérieure Française),.

## Arrestation
Il est arrêté par les troupes allemandes à Grenoble lors de la manifestation du 11 novembre 1943 célébrant le 25e anniversaire de la victoire française de 1918 contre l'Allemagne, marche interdite par l'occupant rassemblant 1 500 personnes, au cours de laquelle 600 manifestants sont arrêtés dont 369 déportés,,,. Seuls 102 reviendront de leur captivité. Cet épisode de la Seconde Guerre mondiale s'inscrit dans le cadre des évènements connus sous le nom de la Saint-Barthélemy grenobloise.

## Marques du souvenir
- Après la guerre, une artère de Grenoble est nommée Rue des déportés du 11 novembre 1943, en hommage à ces patriotes.

- Le Parc Noel Cohard est inauguré à Gières, en sa mémoire.

## Déportation
Noël Cohard est déporté du camp de Compiègne le 17 janvier 1944 vers Buchenwald où il arrive le 19 janvier 1944.  Il reçoit le matricule 41350. Le 24 février 1944 il fait partie d’un convoi de 580 déportés qui sont transférés au Camp de concentration de Flossenbürg où il reçoit le matricule 6729. Il est muté dans les Kommandos de travail des carrières de granit de Flossembürg, puis dans ceux de l’usine Messerschmitt d'Obertraubling. 
Il est libéré par l'armée américaine le 23 avril 1945 à 10h50. Son poids a chuté de 80 à 37 kg.
Malade, atteint de la fièvre typhoïde et de la tuberculose, il doit rester au revier (Infirmerie) du Camp, soigné par les médecins militaires américains, avec 14 autres français, jusqu'au 25 mai 1945, avant d'être rapatrié à Colmar.
Il est ensuite hospitalisé dans un sanatorium pendant deux ans et ne retrouvera sa famille qu'au mois de juillet 1947 à Gières.

## Militantisme
Après son retour, fidèle au fameux serment que ses camarades libérés du camp de Buchenwald ont solemnellement prononcé le 19 avril 1945 au nom de tous les détenus, il n'a de cesse d'être leur porte-voix et de transmettre la mémoire de la déportation auprès de ses concitoyens et notamment auprès des jeunes générations . Ainsi il participe à de nombreux colloques dans les lycées et collèges de l'agglomération grenobloise, et accompagne certains élèves dans des camps en Allemagne et en Autriche.
En 1996 il déclare à Karin Dupinay-Bedford, qui prépare une thèse de doctorat, qu'il trouve la source de son militantisme dans la supplique que s'adressaient les déportés les uns aux autres, telle une litanie : « Si tu rentres, dis-leur ce qu'ils nous ont fait ».

## Documentation
« Il faut ajouter l'importance de fonds privés inégaux, complétant utilement. Ces documents sont de natures diverses. Ils ont permis de mettre en évidence certains points, comme le travail de mémoire, la façon d'appréhender le souvenir de la déportation et de le transmettre avec par exemple ceux de Blaise Giraudi et de Noël Cohard... ainsi, à travers ces fonds privés, il s'agit d'étudier l'entretien de la mémoire du fait concentrationnaire... la présence d'imprimés s'explique par la logique précédemment exposée... » (Karin Dupinay-Bedford, Les déportés de l'Isére, T.II. p. 33. Paris, L'Harmattan, 2010).

## Témoignages
- « À partir  de 1943, d'importants convois de déportés en provenance de Belgique, de Hollande et d'Italie arrivèrent à Flossenbürg. En février 1944, le premier grand convoi amena 700 détenus français de Buchenwald au camp de Flossenbürg. Buchenwald, c'était l'enfer. Je croyais que rien ne pouvait être pire pour un être humain, mais quand je suis arrivé à Flossembürg, c'était encore pire. C'était l'aboutissement d'un long calvaire  ». (Témoignage de Noël Cohard -Gières Info. 2001// Claude Muller  Dauphiné-1939-1945-Les sentiers de la Liberté, éditions de Borée. 2003.).

- « Sur un total de plus de 5000 Français déportés, on enregistre le décès d'environ 1700 d'entre eux, jusqu'à l'effondrement des structures administratives SS de Flossenbürg, mi avril 1945 ». (Toni Siegert, Flossenbürg, Munich, 2007).

Les souffrances des déportés peuvent être appréhendées grâce à des témoignages comme celui de Noël Cohard, qui les a transmis toute sa vie auprès des jeunes générations.

## Inaugurations
Membre de la Fédération nationale des déportés et internés résistants et patriotes (FNDIRP), Noël Cohard , représentant les déportés de l'Isère, est en 2017 le doyen des rescapés du camp de Flossenbürg. Il a inauguré le musée de la Résistance et de la Déportation de l'Isère et le musée du camp de Flossenbürg.

## Distinctions et hommages
- Officier de la Légion d'honneur[Quand ?]
- Médaille militaire

- Il avait été admis au sein de l'Association des membres de la Légion d’honneur décorés au péril de leur vie D.P.L.V.[13].

- Le 11 novembre 2013, pour le 70e anniversaire de l'évènement, la mairie de Grenoble rend hommage aux manifestants déportés du 11 novembre 1943, en présence de quelques survivants, dont Noël Cohard, et de nombreuses personnalités, dont Fred Moore, Délégué national du Conseil des communes « Compagnon de la Libération ».

À cette occasion la liste des 375 déportés est exposée sur un mur éphémère. Le nom "COHARD Noël" figure dans la 2e colonne :

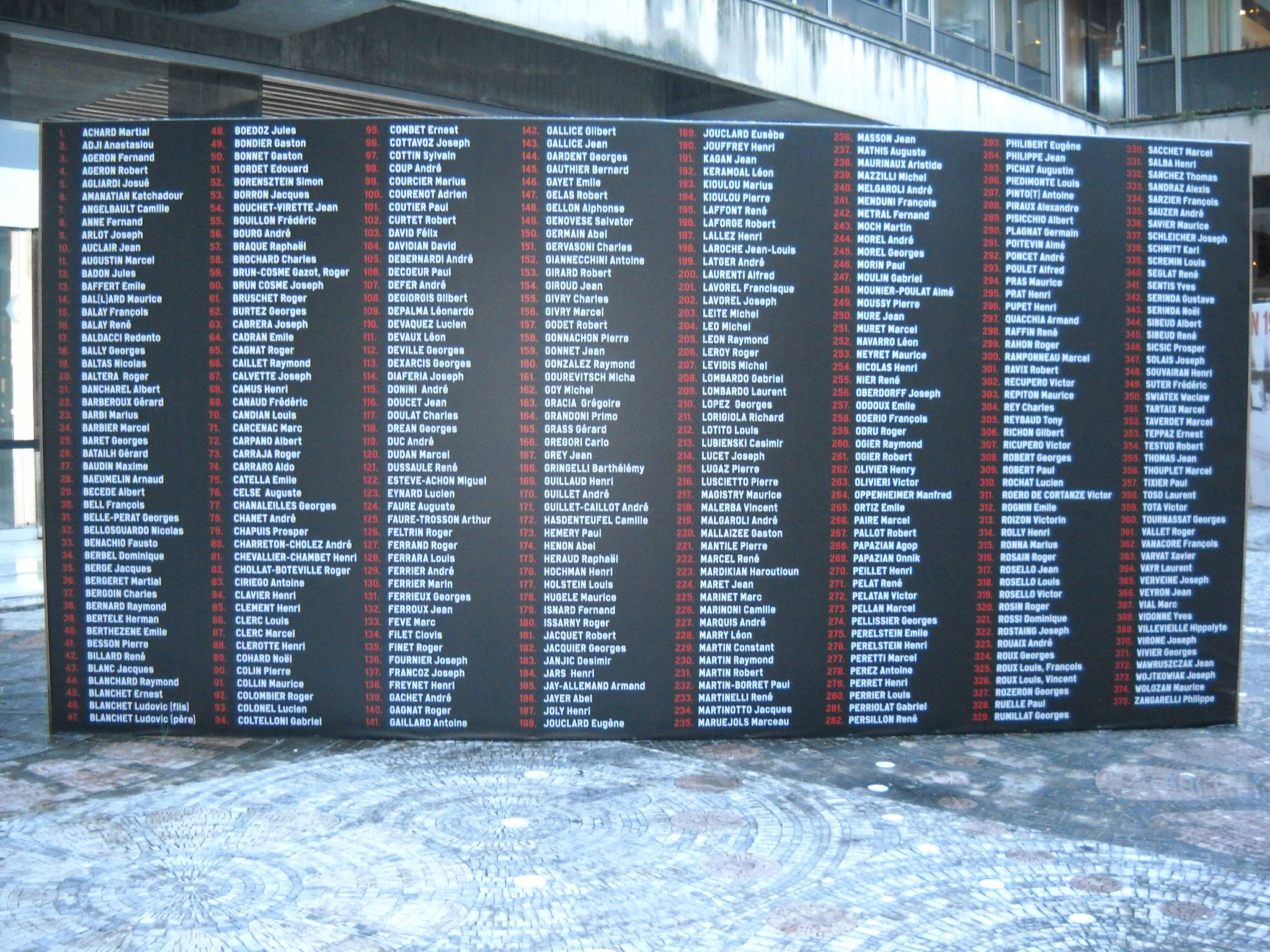
Mairie de Grenoble 11/11/2013. Hommage aux déportés du 11/11/1943.

- Le Bulletin municipal d'informations de Gières de novembre - décembre 2018 publie sa biographie dans sa rubrique nécrologique[1].

- En avril 2019 le journal Le Dauphiné libéré rapporte que la ville de Saint-Martin d'Hères lui rend un hommage[14].

- La ville de Gières (Isère) nomme un parc à son nom le 24 août 2019 en mémoire de ses actes de résistance[15]. La dénomination choisie est Parc Noël-Cohard[16].

## Voir Aussi

### Articles Connexes
- Saint-Barthélemy grenobloise
- Devoir de mémoire
- Musée de la Résistance et de la Déportation de l'Isère
- Fondation pour la mémoire de la déportation
- Fédération nationale des déportés et internés résistants et patriotes
- Camps de concentration nazis